# 潘浩
潘浩（?—?），江蘇省宜興縣人，清朝政治人物、進士出身。
光緒三十年，會試第179名，登進士甲辰恩科二甲33名，改庶吉士，在江蘇辦理學務。光緒三十四年，授翰林院編修。